# Éguzon-Chantôme

Éguzon-Chantôme este o comună în departamentul Indre, Franța. În 1 ianuarie 2022 avea o populație de 1.314 de locuitori.